# Frederic Pryor
Frederic L. Pryor (Owosso, Míchigan, 23 de abril de 1933-2 de septiembre de 2019) fue un economista estadounidense ampliamente conocido por su rol en un intercambio de espías durante la Guerra Fría, que tuvo lugar después del incidente del U-2.

## Incidente en Berlín Oriental
En agosto de 1961, Pryor fue detenido y arrestado sin cargos por la policía de la República Democrática Alemana. Estudiaba desde 1959 en la Universidad Libre de Berlín. El 10 de febrero de 1962, Pryor fue liberado en Checkpoint Charlie justo antes de que el piloto estadounidense Francis Gary Power fuese intercambiado por el soviético de la KGB, el coronel Vilyam Genrikhovich Fisher (Rudolf Ivanovich Abel) en el puente Glienicke entre Berlín Del Oeste y Potsdam, Alemania Del Este, gracias a los esfuerzos de James B. Donovan.

## En la cultura popular
La implicación y liberación de Pryor en el incidente fue dramatizada en la película Bridge of Spies. Pryor alabó la cinta pero mencionó que esta "se tomó muchas libertades".